# Бобслей на зимових Олімпійських іграх 2022
Змагання з бобслею на зимових Олімпійських іграх 2022 тривали з 13 до 20 лютого в Санно-бобслейному центрі Сяохайто. Розіграно 4 комплекти нагород (по 2 чоловіки та жінки).
У липні 2018 року Міжнародний олімпійський комітет (МОК) офіційно вніс до програми зимових Ігор змагання в монобобі серед жінок, тож дисциплін стало 4.

## Кваліфікація
За підсумками кваліфікаційних змагань олімпійські ліцензії одержали 170 спортсменів (124 чоловіки та 46 жінок), а максимальна квота для одного олімпійського комітету становила 19 спортсменів (13 чоловіків та 6 жінок). У чоловічих двійках взяли участь 30 екіпажів, у четвірках — 28. Серед жінок у двійках взяли участь 20 екіпажів, ще 20 жінок змагалися в монобобі — новій дисципліні Олімпійських ігор.

## Розклад
Вказано місцевий час (UTC+8)
| День    | Дата                 | Початок | Змагання                           |
| ------- | -------------------- | ------- | ---------------------------------- |
| День 10 | Неділя, 13 лютого    | 09:30   | Заїзди 1 та 2, монобоб (жінки)     |
| День 11 | Понеділок, 14 лютого | 09:30   | Заїзди 3 та 4, монобоб (жінки)     |
| День 11 | Понеділок, 14 лютого | 20:15   | Заїзди 1 та 2, двійки (чоловіки)   |
| День 12 | Вівторок, 15 лютого  | 20:15   | Заїзди 3 та 4, двійки (чоловіки)   |
| День 15 | П'ятниця, 18 лютого  | 20:00   | Заїзди 1 та 2, двійки (жінки)      |
| День 15 | Субота, 19 лютого    | 09:30   | Заїзди 1 та 2, четвірки (чоловіки) |
| День 16 | Субота, 19 лютого    | 20:00   | Заїзди 3 та 4, двійки (жінки)      |
| День 17 | Неділя, 20 лютого    | 9:30    | Заїзди 3 та 4, четвірки (чоловіки) |

## Таблиця медалей
| Місце              | NOC                | Золото | Срібло | Бронза | Загалом |
| ------------------ | ------------------ | ------ | ------ | ------ | ------- |
| 1                  | Німеччина          | 3      | 3      | 1      | 7       |
| 2                  | США                | 1      | 1      | 1      | 3       |
| 3                  | Канада             | 0      | 0      | 2      | 2       |
| Загалом (3 збірні) | Загалом (3 збірні) | 4      | 4      | 4      | 12      |

### Дисципліни
| Дисципліна          | Золото                                                                           | Золото  | Срібло                                                                        | Срібло  | Бронза                                                           | Бронза  |
| ------------------- | -------------------------------------------------------------------------------- | ------- | ----------------------------------------------------------------------------- | ------- | ---------------------------------------------------------------- | ------- |
| Двійки (чоловіки)   | Німеччина · Франческо Фрідріх · Торстен Маргіс                                   | 3:56.89 | Німеччина · Йоганнес Лохнер · Флоріан Бауер                                   | 3:57.38 | Німеччина · Крістоф Гафер · Маттіас Зоммер                       | 3:58.58 |
| Четвірки (чоловіки) | Німеччина · Франческо Фрідріх · Торстен Маргіс · Канді Бауер · Александер Шюллер | 3:54.30 | Німеччина · Йоганнес Лохнер · Флоріан Бауер · Крістофер Вебер · Крістіан Расп | 3:54.67 | Канада · Джастін Кріппс · Раян Соммер · Кем Стоунс · Бен Коквелл | 3:55.09 |
| Монобоб (жінки)     | Кейлі Гамфріс · США                                                              | 4:19.27 | Елана Меєрс · США                                                             | 4:20.81 | Крістін де Брюйн · Канада                                        | 4:21.03 |
| Двійки (жінки)      | Німеччина · Лаура Нольте · Дебора Леві                                           | 4:03.96 | Німеччина · Маріама Яманка · Александра Бурґгардт                             | 4:04.73 | США · Елана Меєрс · Сільвія Гоффман                              | 4:05.48 |